# Попечительства о народной трезвости
Попечительства о народной трезвости — организации существовавшие в Российской империи с 1895 по 1917 год для борьбы с пьянством; с этой целью им было предоставлено следить за правильностью торговли крепкими спиртными напитками, устраивать чайные, столовые, библиотеки, читальни, воскресные школы, народные чтения, спектакли, лечебные заведения для алкоголиков, и т. п.
Попечительства были созданы одновременно с введением Питейной (винной) монополии), уставом от 20 декабря 1894 года, с некоторыми дополнениями и изменениями от 27 марта 1895 года и от 8 декабря 1897 года для Санк-Петербургской, Новгородской, Олонецкой и Харьковской  губерний, а также для столицы — города Санкт-Петербурга.

## Задачи
Перед Попечительствами о народной трезвости были поставлены следующие цели:
1. распространять среди населения здравые понятия о вреде неумеренного употребления крепких напитков, а также изыскивать средства для предоставления ему возможности проводить свободное время вне питейных заведений, и с этой целью устраивать народные чтения и собеседования, составлять и распространять издания; разъясняющие вред злоупотребления крепкими напитками, открывать чайные, народные читальни и т. п.
2. иметь попечение об открытии и содержании лечебных приютов для страдающих запоем.
3. иметь надзор за тем, чтобы торговля крепкими напитками производилась согласно установленным правилам.
4. содействовать другим учреждениям, стремящимся к достижению тех же целей[7].

## Финансирование
Средства Попечительств о народной трезвости составляли суммы, ассигнуемые от казны, частные пожертвования, сборы от продажи изданий организации и устройства чтений, общественных развлечений и т. п., а равно суммы, причитающиеся открывателям нарушений правил о торговле крепкими напитками, если нарушение обнаружено членом общества.
В 1895 году было ассигновано на расходы Попечительств по 4 восточным губерниям 200000 рублей, пропорционально количеству населения: для Пермской — 63000 рублей, Самарской — 59700, Оренбургской — 30700, Уфимской — 46000 рублей.
В 1902 году общий доход Попечительств составлял — 8.386.000 рублей, в том числе пособие от казны 4.184.000 рублей, от чайных и столовых 2.895.000. рублей, от прочих предприятий 914 тысяч рублей, от пожертвований и членских взносов — 56 рублей. Расходы в том же году составили 8.448.000 рублей (дефицит бюджета составил 62 тысячи рублей).

## Структура
Делами Попечительств о народной трезвости заведовали губернские и уездные комитеты. Губернские комитеты образовывались, под председательством губернатора, из первенствующего члена — епархиального архиерея, депутата от духовного ведомства, губернского предводителя дворянства, председателя и прокурора окружного суда, вице-губернатора, управляющих: казенной палатой, государственными имуществами, контрольной палатой, акцизными сборами и удельным округом, директора народных училищ и одного из директоров средних учебных заведений, председателя отделения крестьянского поземельного банка, начальника губернского жандармского управления, уездного воинского начальника, врачебного инспектора, председателя губернской земской управы, двух членов от губернского земского собрания, по избранию последнего, и городского головы губернского города. 
Уездный комитет образовывался, под председательством уездного предводителя дворянства, из членов: депутаты духовного ведомства, начальники средних учебных заведений, инспектора народных училищ, уездного члена и товарища прокурора окружного суда, исправника, полицмейстера, акцизного чиновника уездного воинского начальника, помощника начальника губернского жандармского управления, участковых земских начальников, податных инспекторов, непременного члена уездного по крестьянским делам присутствия, уездного или городового врача, почётных и участковых мировых судей и городских судей, председателя уездной земской управы, двух членов уездного земского собрания, по его избранию, городского головы уездного города, а в уездных комитетах губернских городов — члена городской управы. 
К составу Попечительств, сверх того, принадлежат почетные члены и члены-соревнователи из лиц обоего пола всех состояний. Почетные члены избираются губернскими комитетами из лиц, оказавших Попечительству особые услуги, и утверждаются министром финансов, участвуя в заседаниях губернского и уездных комитетов с правом голоса. Члены-соревнователи избирались уездными комитетами из лиц, выразивших желание принимать участие в делах попечительства и утверждались губернскими комитетами, участвуя в заседаниях уездных комитетов, с правом совещательного голоса. 
Для исполнения поручений уездных комитетов и ближайшего наблюдения за ходом питейной торговли, равно для преследования тайной торговли крепкими напитками, назначались, из членов комитетов или из членов почетных и членов-соревнователей мужского пола, участковые попечители, участвующие в заседаниях уездных комитетов, с правом голоса. 
Для ограждения населения столицы от злоупотреблений крепкими напитками, в столице было учреждено особое городское Попечительство о народной трезвости, делами которого заведовал комитет и особые его отделы, учреждаемые комитетом, по мере необходимости, в отдельных районах Санкт-Петербурга, причём комитет и его отделы соответствовали губернскому и уездным комитетам других Попечительств. Председатель Санкт-Петербургского городского Попечительства о народной трезвости и его товарищ (заместитель) назначались Высочайшей властью. Для разрешения вопросов, имеющих общее значение для столичного и Санкт-Петербургского губернского Попечительств, образовывались соединенные присутствия столичного и губернского комитетов, под председательством председателя первого из названных комитетов.
Как видно из вышеизложенного, общественная составляющая в организации Попечительств де-факто играла малозаметную роль, хотя организация де-юре позиционировала себя как государственно-общественную. 
Как губернские, так и уездные комитеты состояли преимущественно из представителей губернской и уездной администраций, от которых, за множеством других обязанностей, наивно было ожидать особой энергии и инициативы в борьбе с алкоголизмом.
Законом от 4 июня 1899 года состав комитетов Попечительств был пополнен некоторыми должностными лицами, по роду своей деятельности близко соприкасающимися с устройством народных чтений, воскресных школ и т. п.; комитетам предоставлено избирать из своей среды непременных членов, для ближайшего руководства делами комитетов и наблюдения за их делопроизводством. Законом от 7 января 1902 года постановлено, что в состав комитетов, сверх обязательных членов, входят лица, приглашаемые по представлениям комитетов, председателями комитетов, с тем, чтобы число таких членов не превышало по губернским и особым комитетам пяти, а по уездным — трёх человек. На основании новых правил о народных чтениях от 28 января 1901 года, установивших более льготные условия для этих чтений, 21 июля того же года утверждены министром финансов Российской империи правила о народных чтениях, устраиваемых Попечительствами о народной трезвости. 
В 1902 году в 71 губерниях и областях Российской империи, в которых тогда были введены Попечительства, действовало 760 комитетов и отделов, в том числе губернских и областных — 71, особых комитетов, равноправных губернским, — 8 (в Санкт-Петербурге, Москве, Варшаве, Одессе, Севастополе, Николаеве, Керчи и Кронштадте), уездных (окружных) комитетов — 637, городских комитетов и отделов особых комитетов — 33, отделов уездных комитетов — 11. В состав губернских комитетов входило 1202 члена, в том числе 1162 обязательных, в состав остальных комитетов — 14762 члена, из них обязательных — 13970. Кроме того, состояло почетных членов 142, участковых попечителей — 12880 и членов-соревнователей — 42173; из последних лишь 35 % принимало активное участие в деятельности Попечительств.

## Деятельность
Отчет о деятельности Попечительств о народной трезвости в 4-х восточных губерниях за 1895 год, констатирует весьма вялую деятельность организации. Ирбитским комитетом было избрано в члены-соревнователи 65 лиц, но до истечения года было утверждено в этом звании лишь 10 человек; аналогичной причиной отчет объясняет то обстоятельство, что по мензелинскому и стерлитамакскому уездным комитетами вовсе не числилось в 1895 году членов-соревнователей. Хотя, по смыслу устава, участковые попечители призваны к ближайшему наблюдению на местах за ходом питейной торговли, комитеты часто ограничивались возложением этой должности в уездах на земских начальников. Вследствие этого, согласно отчёту, на одного попечителя приходилось от 25 до 278 поселений; размер района, подчиненного ведению одного попечителя, составлял в Уфимской губернии 1000 — 1500 квадратных верст, а в Пермской губернии эта цифра доходит до 9143. 
В Екатеринбургском уездном комитете назначено всего два участковых попечителя, ведению которых подчинены Ревдинский и Верх-Исетский заводы; для всей остальной территории этого обширного и населенного уезда, в том числе и для города Екатеринбурга, ни одного участкового попечителя назначено не было. 
Главным образом деятельность Попечительств о народной трезвости  сосредоточилась на устройстве чайных, которых в 1895 году было открыто: в Уфимской губернии — 16, в Оренбургской — 20, в Самарской — 24, в Пермской — 60. 
Читальни были устроены в Пермской губернии при 7 чайных, в Оренбургской — при 10. Цена одного стакана чая с куском сахара везде определена в 1 копейку; стоимость порции колебалась от 2 до 10 копеек. Некоторые чайные производили отпуск чая бедным бесплатно. В чайных производилась также продажа булок и хлеба, а иногда и других напитков, как-то: молока (крынка 6 копеек), кофе (стакан 5 копеек), фруктового кваса (бутылка 20 копеек), сельтерской воды (бутылка 11 копеек). Пример чайной, устроенной в городе Бугуруслане, показал, что возможно не только покрыть доходами от чайных все текущие расходы, но даже получить небольшую прибыль. 
Что касается устройства народных чтений, то, по словам отчёта, формальности, которыми обставлено разрешение на их устройство, в особенности вне губернских городов, были настолько сложны, что в отчётном году они смогли состояться лишь в Самаре, Оренбурге, Орске и Троицке. В городе Самаре в течение десяти месяцев было устроено 66 чтений, на которых побывало 23617 слушателей, т. е. в среднем по 358 человек на каждом чтении. 
Устройство театральных представлений встретило те же затруднения формального свойства, которые мешали устройству народных чтений. Тем не менее, пермскому губернскому Попечительству удалось устроить театральные представления в 4-х пунктах. Число посетителей театральных представлений было в городе Осе по 150 человек, на Юзовском заводе и в селении Ильинском по 200 — 400 человек, в городе Ирбите по 300 — 640 чел. В общем к участию в той или иной роли в борьбе с пьянством привлечено было в 4-х восточных губерниях до 3400 человек, устроено 120 чайных, с 26 при них читальнями, приобретено для народных чтений 50 «волшебных фонарей», с 1980-ю картинками к ним и т. д.
По мере дальнейшего распространения питейной монополии, расширялся и район действий Попечительств о народной трезвости. С 1 июля 1904 года они действовали в 75 губерниях и областях империи. При введении Попечительства в Царстве Польском, по закону от 20 апреля 1898 года, были сделаны некоторые отступления от устава 20 декабря 1894 года: общее руководство деятельностью Попечительства предоставлено варшавскому генерал-губернатору; определён особый состав губернских и уездных комитетов Попечительства; в Варшаве образован особый комитет Попечительства, под председательством обер-полициймейстера, из членов, назначаемых из должностных лиц, имеющих местожительство в польской столице. 
При введении питейной монополии в Москве, по закону 19 марта 1901 года, там было организовано своё Попечительство по правилам, установленным для Санкт-Петербургского городского попечительства.
В 1902 году чайных и столовых насчитывалось — 3796, с 63439 тысячами посетителей, читален и библиотек — 2563, с 760 тысячами абонентов и 5633000 посещений; сверх того пользовалось субсидией от Попечительств 325 библиотек. Книжных складов было — 322, которыми было продано 150704 книги, 9662 листа и 34876 картин. Публичных народных чтений было устроено 47439 в 450 городах и 3845 селениях; кроме того было устроено разными учреждениями 2779 чтений с субсидией от Попечительств. 
Вечерних и воскресных классов было создано 139 и пользовалось субсидией от Попечительств 129; в них обучалось 12363 человека. 
Театральных представлений было устроено 4111, с общим числом зрителей 1684 тысяч. Хоров было создано — 1063 (субсидировано 763), оркестров — 121 (субсидировано 62). Народных гуляний было устроено 6020 в 865 пунктах. 
Медицинской помощью для алкоголиков воспользовалось в 1902 году 1109 лиц. 
Учреждений, аналогичных по целям с Попечительствами о народной трезвости, насчитывалось в 1902 году — 823, из них пользовалось субсидией от Попечительств — 310. 
Образованные в 1902 году комитеты о нуждах сельскохозяйственной промышленности в общем отрицательно отнеслись к деятельности Попечительств, находя её мало достигающей своей цели, как вследствие ничтожности средств, отпускаемых на Попечительства, так и вследствие их бюрократической организации и «стеснительности полицейского контроля, которым обставлено всякое просветительное начинание и всякое разумное развлечение для народа». 
В 1903 году в Санкт-Петербурге вышел в свет первый номер журнала «Вестник попечительства о народной трезвости» — официального печатного органа организации.
В конце 1909 – начале 1910 года члены организации принимали участие в Первом Всероссийском съезде по борьбе с пьянством, который проходил в российской столице, а в 1913 году депутаты от Попечительств присутствовали на антиалкогольной выставке в Турине (Италия). 
На страницах «Малого энциклопедического словаря Брокгауза и Ефрона» в 1909 году были опубликованы следующие слова: «Попечительства о народной трезвости... ... На уменьшение пьянства влияния не оказали».
После введения запрета на продажу алкоголя (с началом Первой мировой войны) государственное финансирование организации существенно сократилось. 
После октябрьского переворота 1917 года Попечительства о народной трезвости полностью прекратили свою работу.